# Пояс и путь

Красным отмечен Китай, оранжевым — члены Азиатского банка инфраструктурных инвестиций.

«Организация международного сотрудничества Шёлковый путь» (кит. 一带一路) — выдвинутое в 2010-х годах Китайской Народной Республикой (КНР) предложение объединённых проектов «Экономического пояса Шёлкового пути» и «Морского Шёлкового пути XXI века».
Предложение было впервые выдвинуто председателем КНР Си Цзиньпином во время визитов в Казахстан и Индонезию осенью 2013 года. В таких политических документах, как «План социально-экономического развития на 2015 год» и «Доклад о работе правительства», строительство «Одного пояса и одного пути» было включено в список важных задач, поставленных перед новым правительством Китая. Министр иностранных дел Китая Ван И подчеркнул, что осуществление этой инициативы станет «фокусом» внешнеполитической деятельности КНР в 2015 году; подтверждено, что этот огромный проект будет включён и в план «13-й пятилетки», который будет принят в 2016 году.
Суть данной китайской инициативы заключается в поиске, формировании и продвижении новой модели международного сотрудничества и развития с помощью укрепления действующих региональных двусторонних и многосторонних механизмов и структур взаимодействий с участием Китая. На основе продолжения и развития духа древнего Шёлкового пути «Один пояс и один путь» призывает к выработке новых механизмов регионального экономического партнёрства, стимулированию экономического процветания вовлечённых стран, укреплению культурных обменов и связей во всех областях между разными цивилизациями, а также содействию миру и устойчивому развитию. 
По официальным данным Китая, «Один пояс и один путь» охватывает большую часть Евразии, соединяя развивающиеся страны, в том числе «новые экономики», и развитые страны. На территории мегапроекта сосредоточены богатые запасы ресурсов, проживает 63 % населения планеты, а предположительный экономический масштаб — 21 трлн долларов США. К 2022 году в данную инициативу вложено более 1 триллиона долларов.

## Контекст зарождения инициативы
На фоне медленного восстановления мировой экономики от последствий глобального финансово-экономического кризиса мировому сообществу предстоит найти новую модель взаимодействия и создать новые механизмы экономического развития. В ходе интеграции китайской экономики в мировую экономику Китай готов принять на себя больше международных ответственностей и обязательств в соответствии со своими способностями, внести большой вклад в поддержание мира и общечеловеческого развития. Инициатива по совместному строительству «одного пояса и одного пути» нацелена на содействие свободного, упорядоченного движения экономических факторов, эффективное распределение ресурсов и углубление рыночной интеграции, на поощрение координации экономической политики стран вдоль маршрутов «одного пояса и одного пути», расширение и углубление регионального сотрудничества, на совместными усилиями формирование открытой, инклюзивной и сбалансированной архитектуры регионального сотрудничества, в рамках подобной архитектуры партнёрства все получают пользу и возможности устойчивого развития.
Как отметил председатель КНР Си Цзиньпин на церемонии открытия ежегодного совещания Боаоского азиатского форума-2015, «„Один пояс и один путь“ не будет соло Китая, а настоящий хор всех стран вдоль маршрутов проекта». Инициатива «Один пояс и один путь» зародилась также в результате отметки новым китайским руководством ключевой роли внешней политики КНР по отношению к соседним странам в осуществлении китайской цели «Двух столетия» и «Китайской мечты» о возрождении китайской нации. По словам Си Цзиньпина, успешное продвижение внешней политики по отношению к соседям создаёт благоприятную среду для развития Китая, мирное развитие Китая, в свою очередь, будет приносить большую пользу соседним государствам и вместе с ними реализовать совместное процветание. Данная китайская инициатива и помогает стимулировать развитие западных районов Китая, преодолеть проблему диспропорции в развитии западных и восточных районов Китая, решить проблему избыточных мощностей в стране путём расширения открытости Китая в западную сторону, освоения новых рынков стран в Евразии для экспорта товаров и капитала

## Форум «Один пояс и один путь»
Форум высокого уровня по международному сотрудничеству «Один пояс и один путь» был организован китайским правительством. Он состоит из трёх частей: церемония открытия форума, саммит за круглым столом и встреча на высоком уровне.
Первый Форум
Первый форум состоялся в Пекине 14 и 15 мая 2017 года. 29 глав государств или правительств, в частности президент РФ Владимир Путин, президент Белоруссии Александр Лукашенко, президент Казахстана Нурсултан Назарбаев и др, а также три руководителя международных организаций, в том числе и генеральный секретарь ООН.
Второй Форум
Второй форум начал работу в Пекине 25 апреля 2019 года, с участием представителей из 150 стран, в том числе 40 глав государств, в частности президент РФ Владимир Путин, президент Азербайджана Ильхам Алиев, Президент Таджикистана Эмомали Рахмон, а также директор-распорядитель МВФ Кристин Лагард и генсек ООН Антониу Гутерреш.
Третий форум (17 — 18 октября 2023, Пекин)

## Проекты

### Экономический пояс Шёлкового пути
В рамках проекта «Экономический пояс Шёлкового пути» рассматривается создание трёх трансевразийских экономических коридоров: северного (Китай — Центральная Азия — Россия — Европа), 
центрального (Китай — Центральная и Передняя Азия — Персидский залив и Средиземное море) и 
южного (Китай — Юго-Восточная Азия — Южная Азия — Индийский океан).

#### Строительство новых евразийских железнодорожных магистралей и модернизация старых

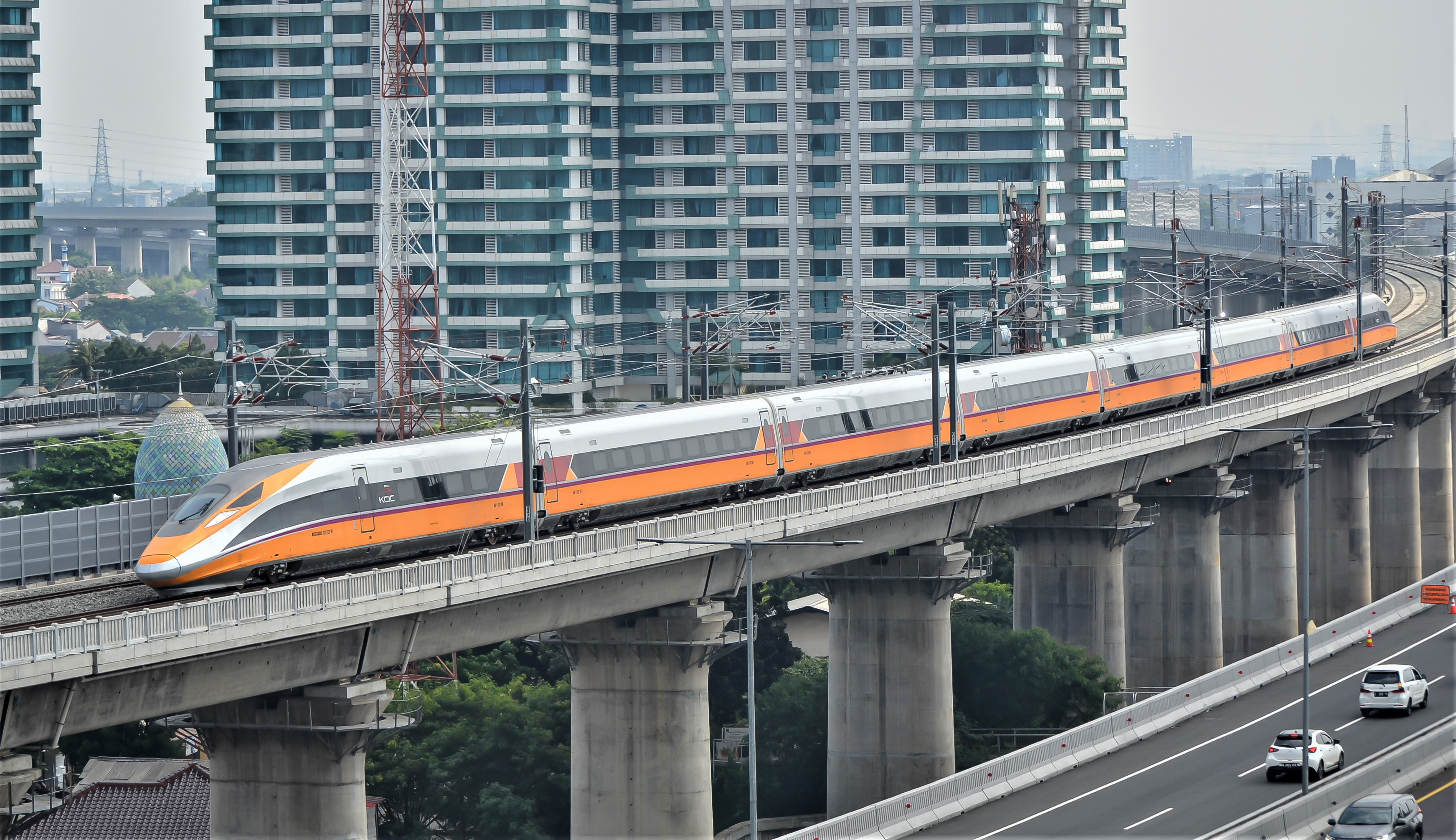
Поезд CIT400AF («Возрождение») на ВСМ Джакарта — Бандунг в Индонезии

Вокзал Вьентьяна на скоростной железной дороге Китай — Лаос

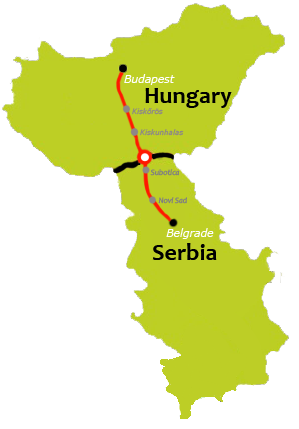
Карта скоростной железной дороги Будапешт — Белград

Строительство новых евразийских железнодорожных магистралей в рамках ЭПШП и реконструкция старых на территории СНГ помогает укрепить транзитные позиции ЕАЭС на сухопутных путях перевозки грузов между Европой и АТР (в настоящее время большинство транспортировки грузов между странами Европы и АТР проходят по морским путям через Суэцкий канал с техническими ограничениями. Кратчайший сухопутный путь из АТР через Евразию в Европу может сократить 50 % расстояния и надёжнее по сравнению с морским), и получить от этого огромные прибыли. Казахстан и Китай договорились о состыковке ЭПШП с казахстанской программой «Светлого пути» («Нурлы Жол»). Для России, например, возможно осуществление состыковки северного направления ЭПШП с российским проектом «Трансевразийский пояс RAZVITIE» (ТЕПР) и программой по модернизации Транссиба и Байкало-Амурской магистрали с учётом наличия у России богатого опыта в разработке железнодорожного проекта на основе достоверной базы данных по геологии и гидрографии на территории Евразии, а также необходимости осваивать потенциалы Сибири и Дальнего Востока — «зоны приоритетного развития России» в интересах реализации их быстрого развития. Возможно и сотрудничество с китайской стороной в переустройстве Транссиба в надземном варианте (для повышения конкурентоспособности Транссиба нужно ускорить движение поездов, а реализовать это возможно только при надземном варианте).
ЭПШП будет также стимулировать развитие общего регулирования транспортно-логистического сегмента рынка и поощрять поэтапную унификацию стандартов качества товаров и услуг, торгуемых между участниками в регионе, что в некоторой степени совпадает с идеей в договоре ЕАЭС о движении к общему рынку. При реализации совместных проектов страны ЕАЭС могут получить финансовые выручки, инвестиционные и технологические поддержки. Китай, в свою очередь, учредил Фонд ЭПШП, в который сам вложил 40 млрд долл. как уставной капитал, и АБИИ (Азиатский банк инфраструктурных инвестиций) для обеспечения финансовой основы проекта.
Главы Казахстана и Беларуси высоко оценивают сотрудничество с Китаем в рамках ЭПШП. Белоруссия стала подходящей площадкой (транзитным узлом) для экспорта китайских товаров в Европу (транзитный коридор Китай — Казахстан — Москва, из Москвы дальше идёт по двум ветвям: Минск — западная Европа; Санкт-Петербург — скандинавские страны). По словам А. Лукашенко, Белоруссия готова стать площадкой для выхода китайской экономики на рынки Евросоюза; китайская сторона, в свою очередь, выразила готовность содействовать сопряжению стратегии ЭПШП с национальной стратегией Белоруссии.
Строительство высокоскоростной пассажирской железнодорожной магистрали из Пекина в Москву (ВСМ «Евразия») через Казахстан — проект с большой перспективой. Предполагается, что маршрут увеличит мобильность населения и даст толчок созданию крупных агломераций (комплексной интегральной инфраструктуры), новых рабочих мест вдоль магистрали. При этом путь между Москвой и Пекином займёт двое суток, доехать из Алма-Аты до Москвы можно будет менее чем за сутки.Высокие технологии, как основа высокоскоростного наземного транспорта (скорости движения поездов от 200 до 400 км/ч) будут способствовать внедрению инновационных технологий в строительстве, машиностроении, дальнейшему развитию информационных технологий.
В 2023 году завершилось составление технико-экономического обоснования проекта железной дороги Китай — Кыргызстан — Узбекистан, которая должна пройти из Джалал-Абада по территории Кыргызстана и соединиться с китайским городом Кашгар. Эта дорога будет идти рядом с древним северным маршрутом Великого шёлкового пути, пролегавшим из Империи Хань в Северное Причерноморье, через Кашгар, Давань (Фергану) и Хорезм. Проект железной дороги согласуется с одним из маршрутов «Среднего коридора», который должен пересечь Грузию, Азербайджан, Каспийское море, Туркменистан, Узбекистан и Кыргызстан. Узбекистан договорился с Китаем о создании совместных логистических центров, которые могут открыться в Ташкентской, Сырдарьинской и Андижанской областях. В районе Андижана создаётся СЭЗ «Ипак йули» (рус. Шёлковый путь).
Строится паназиатская железная дорога, дополняющаяся автомагистралями, логистическими и торговыми зонами. Основной маршрут должен соединить китайский город Куньмин с Сингапуром через Лаос и Таиланд. Дополнительные маршруты могут пройти через Вьетнам с Камбоджей и Мьянму. Впрочем, главной целью дороги Китай — Мьянма, является не Сингапур, а порт Чаупхью, дающий КНР прямой выход к берегам Индийского океана в обход Малаккского пролива. На первом этапе была введена в эксплуатацию скоростная железная дорога Китай — Лаос (Куньмин — Вьентьян), построенная с привлечением китайских компаний и преимущественно на китайские деньги. Она позволяет электропоездам развивать скорость 160 км/ч. С момента открытия дороги в конце 2021 года до августа 2023 года по ней перевезли 19 млн. пассажиров и 24 млн. тонн грузов. Следующим шагом стало начавшееся строительство ВСМ (250 км/ч) Бангкок — Нонгкхай в Таиланде, которую надеются соединить со столицей Лаоса, превратив в железную дорогу Китай — Таиланд. Строительство ведётся с помощью китайцев и их технологий, но на тайские деньги. Скоростная магистраль Китай—Мьянма продвинулась в 2022 году до приграничного города Баошань. Вследствие продолжающегося сближения двух коммунистических стран, Вьетнам объявил о планах построить совместно с китайскими компаниями высокоскростные железные дороги от границы с Китаем через Ханой до Хошимина.
Компании из Китая и России создают скоростную железную дорогу Будапешт — Белград с перспективой продления до греческого порта Пирей. Один из сербских участков уже завершён. Электропоезда на этой дороге будут разгоняться до скорости 160 км/ч.
2 октября 2023 года официально открылась высокоскоростная железнодорожная магистраль (ВСМ), сокращённо названная «Whoosh», которая связала столицу Индонезии Джакарту с городом Бандунг. Реализацией проекта занимался консорциум индонезийских и китайских компаний KCIC. Магистраль рассчитана на движение электропоездов со скоростью 350 км/ч.

#### Городской общественный транспорт
Международный институт стратегических исследований относит к сотрудничеству по инициативе «Пояс и путь» то или иное участие китайского бизнеса в строительстве метрополитена в России (Москве), Колумбии, Нигерии, Египте, Саудовской Аравии (Мекке), Пакистане, Вьетнаме, Таиланде и других странах. Портал «Пояса и пути» известил о поставках в Португалию поездов китайского производства, совместно разработанных подразделением CRRC и метрополитеном города Порту. В столице Турции локализовано на 60 % производство китайских беспилотных скоростных поездов метро, предназначенных, в том числе, для Стамбула.
Китай экспортировал автономный скоростной транспорт (ART) в Объединённые Арабские Эмираты, Малайзию и Австралию. Индонезия планирует закупить ART для своей новой столицы и острова Бали. Похожий на трамвай автономный транспорт не нуждается в рельсах и проводах, что снижает его стоимость. Разработаны модели на электрической и водородной тяге. Транспортные средства оснащаются системой активной подвески.
Страны, сотрудничающие по инициативе «Пояс и путь», модернизируют общественный транспорт, приобретая обычные электробусы и автономные шаттлы (робобусы) с четвёртым уровнем автономности. Робобусы, созданные совместными усилиями базирующегося в Гуанчжоу стартапа WeRide и компании Yutong, курсируют на 2024 год по улицам около 20 китайских городов, тестируются в Саудовской Аравии и Сингапуре, в последнем на дорогах общего пользования. Дочерняя фирма «42dot» компании Hyundai Motor Group запустила в столице Южной Кореи собственный автономный шаттл.

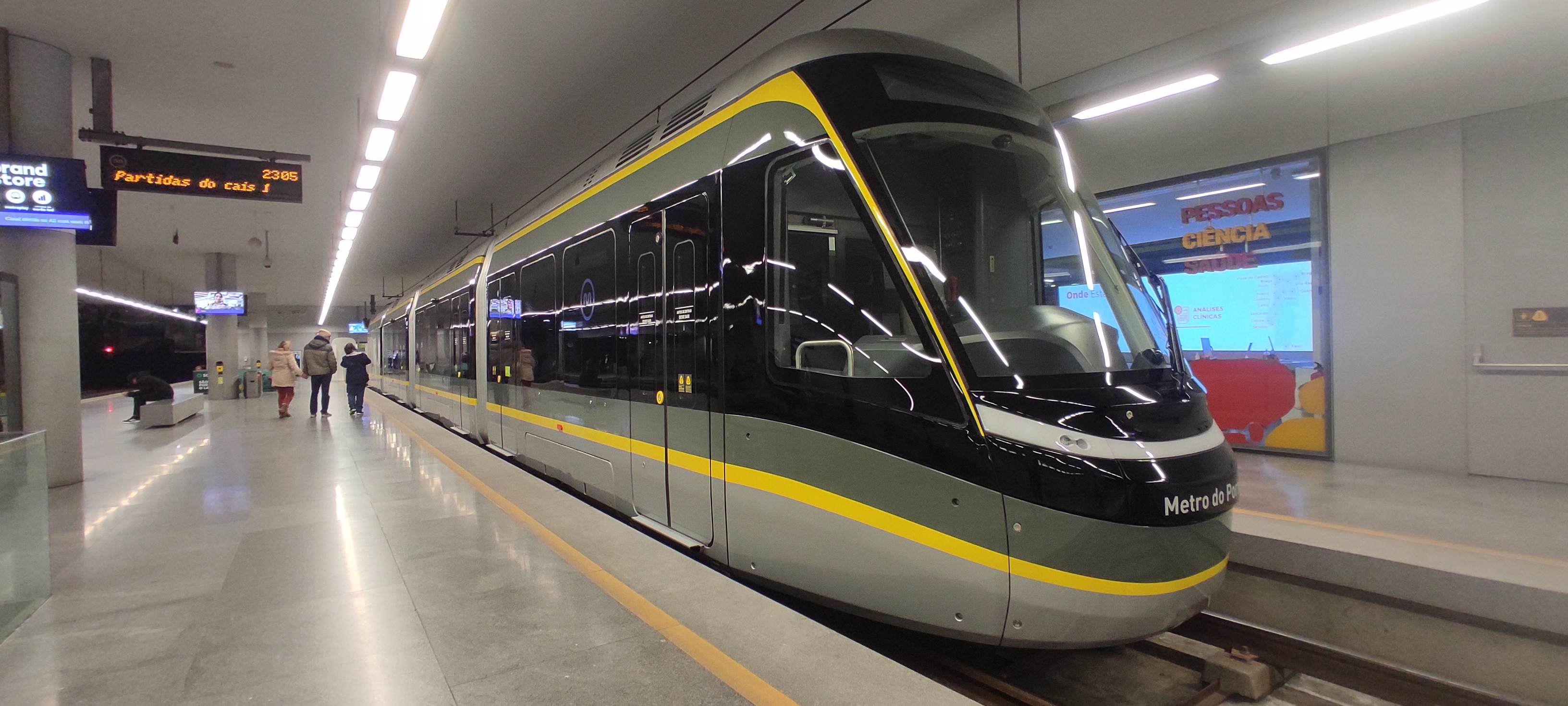
Поезд CRRC в метро Порту
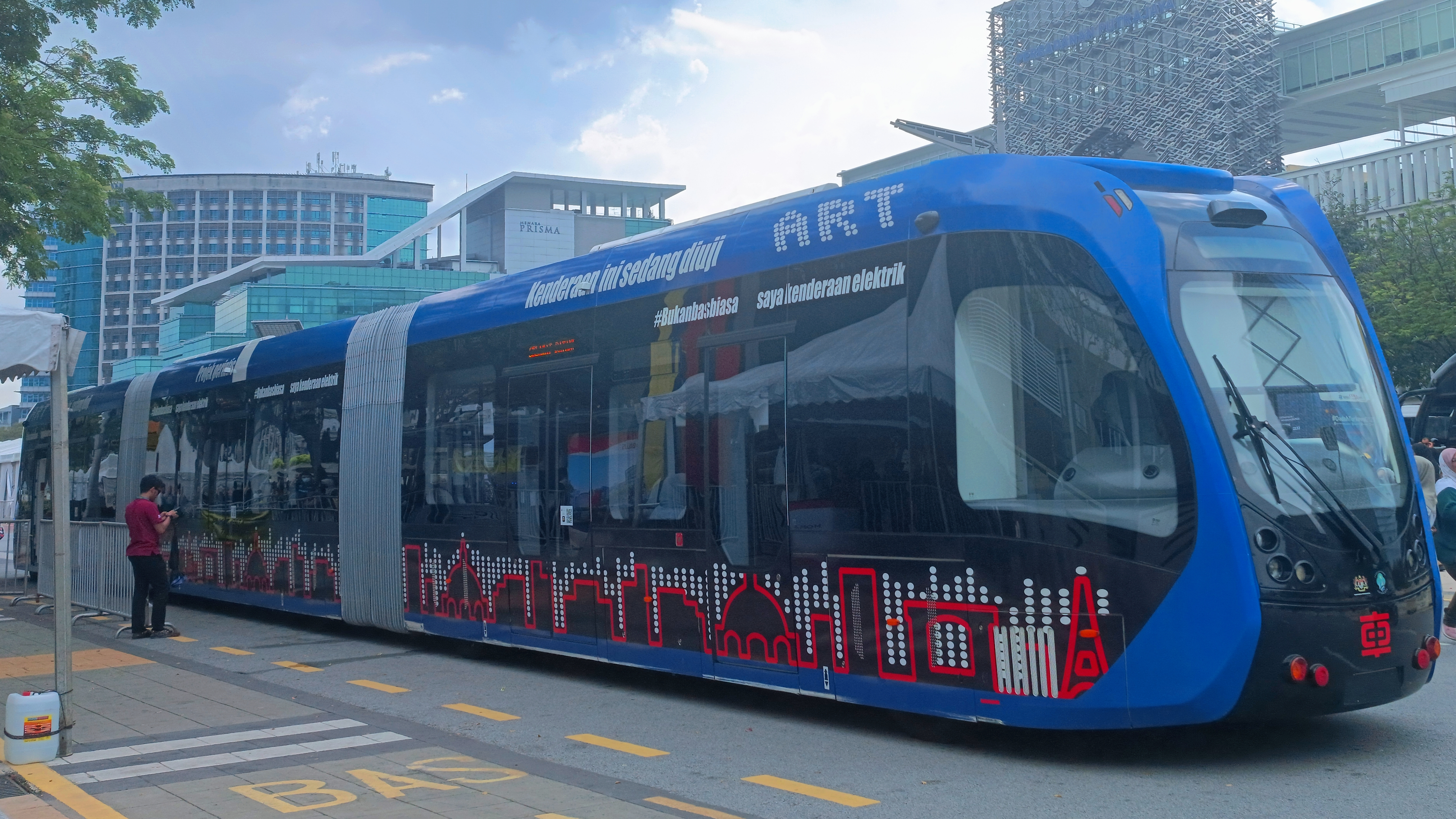
ART в Малайзии
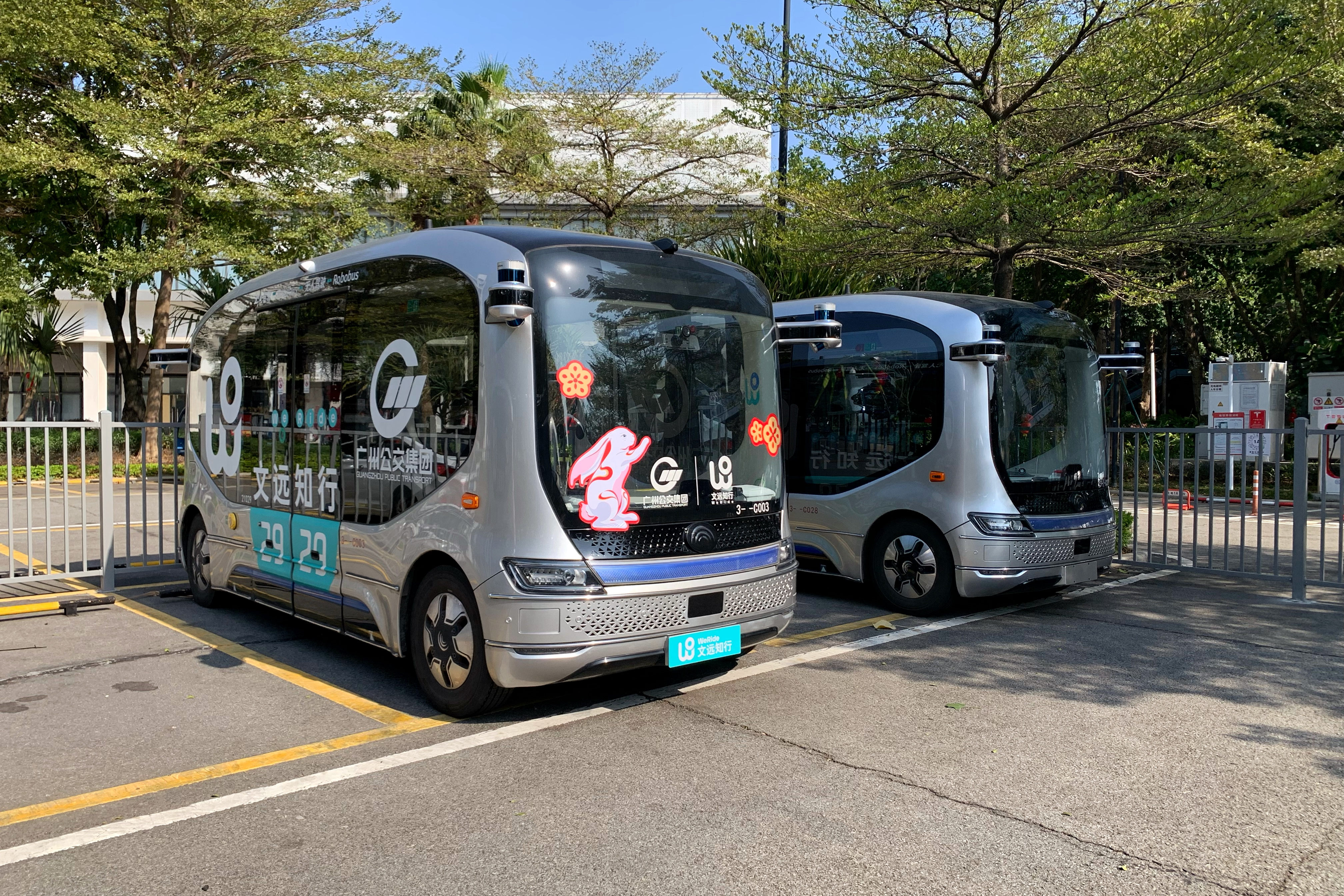
Робобусы

### Морской Шёлковый путь XXI века
Проект «Морской Шёлковый путь XXI века» включает в себя создание двух морских маршрутов: один маршрут ведёт из побережья Китая через Южно-Китайское море в Южно-Тихоокеанский регион; другой предусматривает соединение приморских районов Китая и Европу через Южно-Китайское море и Индийский океан.

## Соглашения

Страны, подписавшие документы о сотрудничестве по инициативе «Один пояс — один путь».

По состоянию на 13 марта 2022, Китай подписал соглашения о сотрудничестве в рамках инициативы «Один пояс и один путь» со 148 странами и 31 международной организацией.
| Часть света      | Количество подписавших соглашения стран | Страны, подписавшие соглашения |
| ---------------- | --------------------------------------- | --- |
| Азия             | 38                                      | Азербайджан, Армения, Афганистан, Бангладеш, Бахрейн, Бруней, Восточный Тимор, Вьетнам, Грузия, Индонезия, Ирак, Иран, Казахстан, Камбоджа, Катар, Кипр, Кыргызстан, Кувейт, Лаос, Ливан, Малайзия, Мальдивы, Монголия, Мьянма, Непал, Объединённые Арабские Эмираты, Оман, Пакистан, Саудовская Аравия, Сингапур, Сирия, Таджикистан, Таиланд, Турция, Узбекистан, Филиппины, Шри-Ланка, Южная Корея |
| Африка           | 40                                      | Алжир, Ангола, Бурунди, Габон, Гамбия, Гана, Гвинея, Джибути, Египет, Замбия, Зимбабве, Кабо-Верде, Камерун, Кения, Коморы, Республика Конго, Кот-д’Ивуар, Ливия, Мавритания, Мадагаскар, Мали, Марокко, Мозамбик, Намибия, Нигер, Нигерия, Руанда, Сейшельские острова, Сенегал, Сомали, Судан, Сьерра-Леоне, Танзания, Того, Тунис, Уганда, Чад, Эфиопия, Южно-Африканская Республика, Южный Судан  |
| Европа           | 26                                      | Австрия, Албания, Белоруссия, Болгария, Босния и Герцеговина, Венгрия, Греция, Италия (вышла в 2023 г.), Латвия, Литва, Люксембург, Мальта, Молдавия, Польша, Португалия, Россия, Румыния, Северная Македония, Сербия, Словакия, Словения, Украина, Хорватия, Черногория, Чехия, Эстония |
| Океания          | 11                                      | Вануату, Кирибати, Ниуэ (Новая Зеландия), Новая Зеландия, Острова Кука (Новая Зеландия), Папуа — Новая Гвинея, Самоа, Соломоновы Острова, Тонга, Федеративные Штаты Микронезии, Фиджи |
| Северная Америка | 11                                      | Антигуа и Барбуда, Барбадос, Гренада, Доминика, Доминиканская Республика, Коста-Рика, Куба, Панама, Сальвадор, Тринидад и Тобаго, Ямайка |
| Южная Америка    | 8                                       | Аргентина, Боливия, Венесуэла, Гайана, Суринам, Уругвай, Чили, Эквадор, Перу |

По итогам онлайн-саммита Шанхайской организации сотрудничества, прошедшего под председательством Индии, 4 июля 2023 принята совместная Нью-Делийская декларация, в соответствии с которой Казахстан, Киргизия, Пакистан, Россия, Таджикистан и Узбекистан поддерживают китайскую инициативу «Один пояс — один путь». В декларации не упоминается только Индия.

### Россия

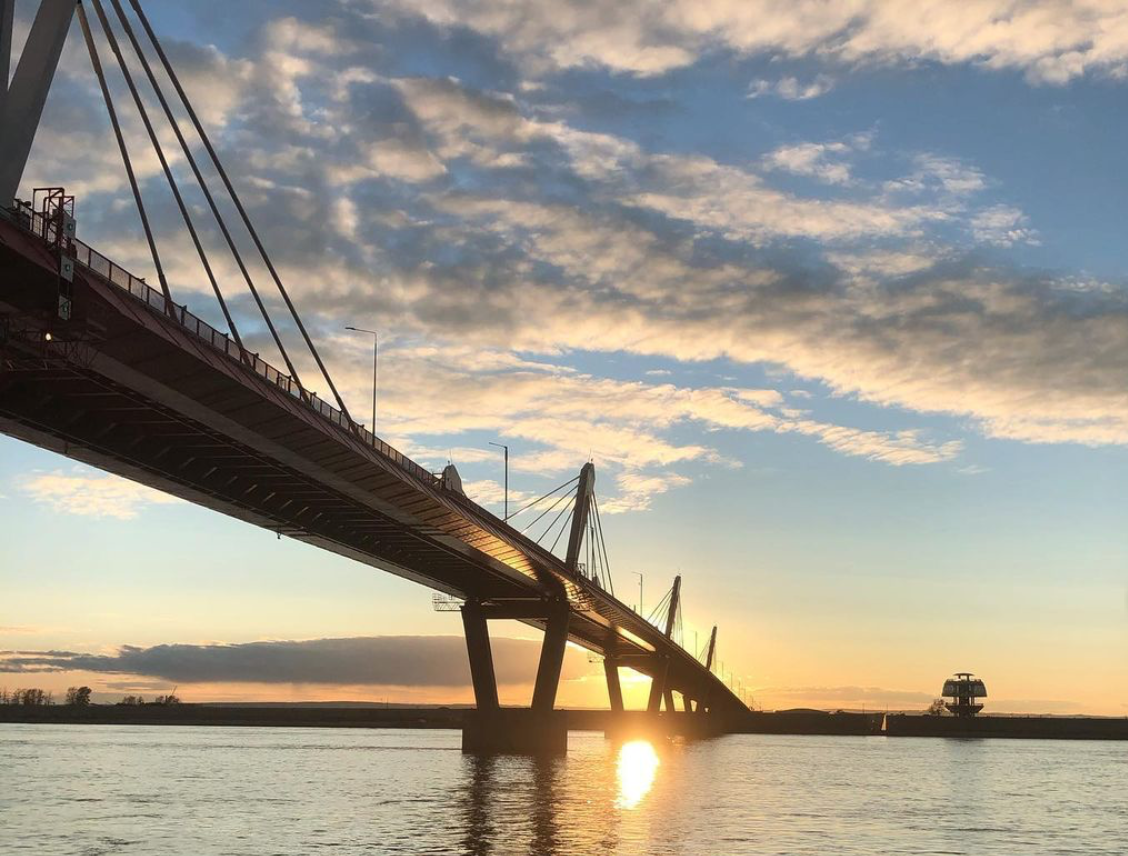
Пограничный автодорожный мост Благовещенск — Хэйхэ

8 мая 2015 года в Москве лидеры России и КНР подписали «Совместное заявление Российской Федерации и Китайской Народной Республики о сотрудничестве по сопряжению строительства Евразийского экономического союза и Экономического пояса Шёлкового пути». В рамках Астанинского экономического форума 17 мая 2018 года было подписано Соглашение о торгово-экономическом сотрудничестве между ЕвразЭС и КНР.
23 июня 2016 года на саммите ШОС в Ташкенте Китай, Монголия и Россия подписали Программу создания экономического коридора Китай — Монголия — Россия. В рамках реализации указанного коридора в 2019 году планировалось завершить строительство мостов через Амур:
- железнодорожного моста, связывающего китайский город Тунцзян и российское село Нижнеленинское (Железнодорожный мост Нижнеленинское — Тунцзян) — мост построен 27 апреля 2022 года[66], введен в эксплуатацию 16 ноября 2022 года[67].
- автодорожного моста, связывающего российский и китайские города Благовещенск и Хэйхэ (Мост Благовещенск — Хэйхэ) — мост был открыт (построен) в 2019 году, введен в эксплуатацию в 2020 году (движение не начато из-за пандемии коронавируса)

Кроме того, китайско-российское совместное предприятие занимается проектированием высокоскоростной железной дороги Москва — Казань.
В 2022 году сообщалось, что Китай свернул инвестиции в российскую часть проекта.

### Венгрия
6 июня 2015 года министр иностранных дел Ван И, находящийся с официальным визитом в Венгрии, подписал в Будапеште с министром иностранных дел и внешней торговли Венгрии Петером Сийярто «Меморандум о взаимопонимании по строительству экономического пояса Шёлкового пути и морского Шёлкового пути 21-го века». Это первый подобный документ, который подписал Китай со страной Европы.

### Евразийский экономический союз (ЕАЭС)
Намерение России и Китая о сотрудничестве по сопряжению строительства ЕАЭС и ЭПШП было подтверждено совместным заявлением во время встречи лидеров двух стран в мае 2015 года. Члены ЕАЭС и Китай в рамках ЭПШП могут сотрудничать в обновлении транспортной инфраструктуры, в области строительства, энергетики, добычи ресурсов и высоких технологий.

## Целевая проектная эмиссия

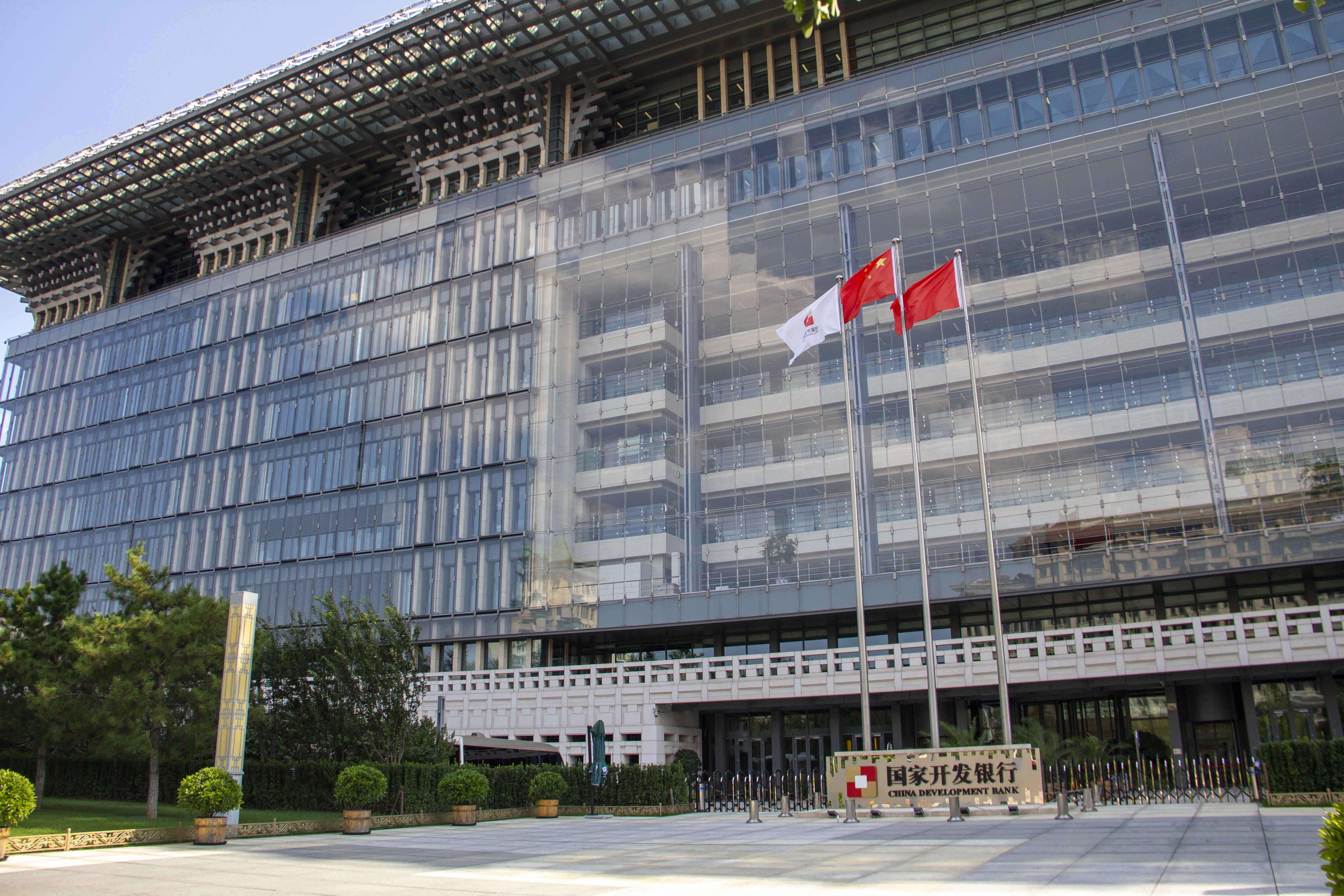
China Development Bank (пекинская головная контора).

- 2023. Банк развития Китая (China Development Bank) и Экспортно-импортный банк Китая (Export-Import Bank of China) каждый откроют окно финансирования в размере 350 миллиардов юаней (47,8 миллиарда долларов), а в фонд «Шелкового пути» будет добавлено 80 миллиардов юаней (10,9 миллиарда долларов).[72]

## Результаты

### Азиатский банк инфраструктурных инвестиций (АБИИ)
Азиатский банк инфраструктурных инвестиций (АБИИ) — международная финансовая организация, создание которой было предложено Китаем. Основные цели, которые преследует АБИИ, — поддержка строительства инфраструктуры, стимулирование процесса экономической глобализации в Азии, а также укрепление сотрудничества Китая с другими странами Азии. Генштаб АБИИ находится в Пекине. Его легальный капитал составил 100 млрд юаней. По состоянию на 19 декабря 2018 года всего 93 страны мира вошли в состав АБИИ.
Впервые предложил создать АБИИ председатель КНР Си Цзиньпин 2 октября 2013 года. 24 октября 2014 года министры финансов или представители Китая, Индии, Сингапура и других стран, подписав меморандум о взаимопонимании в Пекине, решили создать АБИИ. 25 декабря 2015 года АБИИ был официально создан; с 16 по 18 января 2016 года в Пекине состоялась церемония открытия АБИИ.
Структура управления АБИИ разделена на три уровня: Совет управляющих, Совет директоров и Исполнительные органы. Совет управляющих является высшим органом АБИИ. У каждой страны-участницы два члена в Совете управления. В Совет директоров входят 12 человек. Отвечают за работу исполнительных органов один директор и 5 заместителей директора.

### Университетский Альянс нового Шёлкового пути
Университетский Альянс нового Шёлкового пути был создан 22 мая 2015 года в соответствии с духом Шёлкового пути. Он является неправительственной и некоммерческой организацией, направленной на обеспечение открытости и международного сотрудничества в области высшего образования. Его создание инициировано Сианьским университетом коммуникаций для воплощения проекта «Один пояс и один путь». Теперь в Альянс вошли 128 университетов из 31 стран и регионов.

### Стратегический союз высших учебных заведений «Одного пояса и одного пути»
17 октября 2015 г. Фуданьский университет, Пекинский педагогический университет, Ланьчжоуский университет, российский Уральский государственный экономический университет и другие китайские и заграничные вузы (8 заграничных и 39 национальных вузов) в г. Дуньхуан провинции Ганьсу создали Стратегический союз высших учебных заведений «Одного пояса и одного пути», который стал прекрасной площадкой для сотрудничества вузов стран, расположенных вдоль экономического пояса Шёлкового пути. 47 вузов в тот же день также достигли «Дуньхуанского консенсуса», решив создать «Мозговой центр» союза вузов «Одного пояса и одного пути».

### Туристический союз городов «Одного пояса и одного пути»
17 октября 2015 года в одной из древних столиц Китая — г. Кайфыне (пров. Хэнань) был создан Туристический союз городов «Одного пояса и одного пути». На собрании приняли участие представители более 30 городов Китая, была обнародована «Кайфэнская декларация», провозглашающая учреждение этого союза.

В октябре 2017 года на ежегодном собрании Туристического союза городов «Одного пояса и одного пути» было утверждено, что 8 городов Италии и китайский город Аньян официально вступили в союз — число городов в союзе достигло 43..

### Железная дорога Момбаса — Найроби
Кения — важная страна Африки, которая входит в инициативу «Один пояс и один путь» Китая. В мае 2014 года во время визита премьера Госсовета КНР Ли Кэцяна в Кению, стороны подписали соглашение о совместном строительстве железной дороги Момбаса — Найроби. Магистраль, связывающая порт Момбаса на востоке Кении со столицей этой страны, была сдана в эксплуатацию в конце мая 2017 года. Благодаря реализации проекта, в Кении было создано порядка 50 тыс. рабочих мест.